# Lopinga nemorum
Espèce
Lopinga nemorum est une espèce de lépidoptères (papillons) de la famille des Nymphalidae et de la sous-famille des Satyrinae.
Originaire de l'Ouest de la Chine, elle a été décrite en 1890 par l'entomologiste français Charles Oberthür, sous le nom initial de Pararge nemorum.